# (6753) Fursenko
(6753) Fursenko est un astéroïde de la ceinture principale.

## Description
(6753) Fursenko est un astéroïde de la ceinture principale. Il fut découvert le 14 septembre 1974 à Naoutchnyï par Nikolaï Tchernykh. Il présente une orbite caractérisée par un demi-grand axe de 2,25 UA, une excentricité de 0,14 et une inclinaison de 3,0° par rapport à l'écliptique.

## Compléments